# Aspidoscelis maslini
El huico de la península de Yucatán (Aspidoscelis maslini) es una especie de escincomorfos que pertenece a la familia Teiidae. Es nativo de la península de Yucatán (México), Guatemala y Belice. Su rango altitudinal oscila entre 0 y 200 m s. n. m..